# Daboh
Daboh è una suddivisione dell'India, classificata come nagar panchayat, di 15.897 abitanti, situata nel distretto di Bhind, nello stato federato del Madhya Pradesh. In base al numero di abitanti la città rientra nella classe IV (da 10.000 a 19.999 persone).

## Geografia fisica
La città è situata a 26° 1' 30 N e 78° 52' 34 E e ha un'altitudine di 160 m s.l.m..

## Società

### Evoluzione demografica
Al censimento del 2001 la popolazione di Daboh assommava a 15.897 persone, delle quali 8.602 maschi e 7.295 femmine. I bambini di età inferiore o uguale ai sei anni assommavano a 2.772, dei quali 1.405 maschi e 1.367 femmine. Infine, coloro che erano in grado di saper almeno leggere e scrivere erano 9.597, dei quali 6.171 maschi e 3.426 femmine.